# Dubá
Dubá település Csehországban, Česká Lípa-i járásban. Dubá Ždírec, Doksy, Vrchovany, Snědovice, Holany, Jestřebí, Chlum, Tuhaň, Blatce, Blíževedly, Skalka u Doks, Medonosy, Dobřeň és Tachov településekkel határos. Lakosainak száma 1671 fő (2024. január 1.).

## Népesség
A település lakosságának változását az alábbi diagram mutatja:
| Lakosok száma | 4944 | 4682 | 3945 | 2398 | 1999 | 1757 | 1716 | 1723 | 1678 | 1671 |
|               | 1869 | 1890 | 1921 | 1950 | 1980 | 2001 | 2017 | 2019 | 2022 | 2024 |